# Sam Whiskey le dur
Pour plus de détails, voir Fiche technique et Distribution.
Sam Whiskey le dur (titre original : Sam Whiskey) est un film américain d'Arnold Laven sorti en 1969.

## Synopsis
Sam Whiskey, un aventurier qui passe son temps à jouer et à enchaîner les conquêtes féminines, est engagé par une veuve pour retrouver le magot dérobé puis caché par le défunt mari de cette dernière.

## Fiche technique
- Titre original : Sam Whiskey
- Réalisation : Arnold Laven
- Scénario : William Norton
- Directeur de la photographie : Robert Moreno
- Montage : John Woodcock (monteur)
- Musique : Herschel Burke Gilbert
- Production : Arthur Gardner et Arnold Laven
- Genre : Western
- Pays :  États-Unis
- Durée : 96 minutes
- Dates de sortie :
  - États-Unis : 1er avril 1969
  - France : 17 novembre 1971

## Distribution
- Burt Reynolds (VF : Gérard Hernandez) : Sam Whiskey
- Angie Dickinson (VF : Anne Carrère) : Laura Beckenridge
- Clint Walker (VF : Denis Savignat) : O.W. Bandy
- Ossie Davis (VF : Bachir Touré) : Jedediah « Jed » Hooker
- William Schallert (VF : Robert Le Béal) : Mr. Perkins
- Woodrow Parfrey (VF : François Valorbe) : Thorson Bromley
- Rick Davis (VF : Pierre Collet) : Fat Henry Hobson (« Le Gros » Henry Hobson en VF)
- Anthony James (VF : Roger Rudel) : cousin Leroy
- Del Reeves (VF : Alain Nobis) : le pêcheur
- John Damler (VF : Hubert Buthion) : Hank
- Bob Adler (VF : Maurice Pierrat) : Pete
- Chubby Johnson : Blacksmith
- Ayllene Gibbons (VF : Hélène Tossy) : Big Annie
- Sidney Clute : Clem
- Amanda Harley (VF : Hélène Tossy) : Mrs. Perkins
- Forrest Wood (VF : Gérald Castrix) : l'officier de la garde de l'hôtel des monnaies
- Will Boyett (VF : Hubert Buthion) : le caporal en faction armé d'un fusil
- Virgil Warner (VF : Albert Augier) : le narrateur